# Мелані Баддемеєр
Мелані Баддемеєр (англ. Melanie Buddemeyer, 1 січня 1966) — американська плавчиня.
Призерка Чемпіонату світу з водних видів спорту 1982 року.
Призерка Пантихоокеанського чемпіонату з плавання 1985 року.
Призерка літньої Універсіади 1985 року.